# Leppävirta
Leppävirta är en kommun i landskapet Norra Savolax i Finland. Leppävirta har 9 280 invånare och har en yta på 1 519,65 km².
Grannkommuner är Heinävesi, Jorois, Kuopio, Pieksämäki, Suonenjoki, Tuusniemi och Varkaus.
Leppävirta är enspråkigt finskt.

## Historia
Leppävirta blev fristående socken 1639. Alapiha, Karlvik (fi. Päiväranta) och Vokkola är tre herrgårdsliknande gårdar som funnits i centralorten.

## Styre och politik

### Mandatfördelning i Leppävirta kommun, valen 1976–2021
| 7 | 8 |  | 15 |  | 3 |

| 6 | 8 |  | 16 | 4 |

| 5 | 8 | 2 | 17 | 3 |

| 4 | 8 | 2 | 18 | 3 |

| 5 | 8 |  | 17 |  | 3 |

| 4 | 7 | 20 |  | 3 |

| 4 | 7 | 20 |  | 3 |

| 2 | 7 | 4 | 17 | 2 | 3 |

| 24 | 11 |

| 2 | 7 | 3 |  | 17 | 2 | 3 |

| 22 | 13 |

| 2 | 7 |  | 3 | 16 | 2 | 4 |

| 25 | 10 |

| 3 | 9 | 2 | 16 | 2 | 3 |

| 21 | 14 |

| 3 | 7 | 4 | 15 | 2 | 4 |

| 17 | 18 |

### Vänorter
Leppävirta har följande vänorter:
- Dovre kommun, Norge, sedan 1985. Dovre var redan Storfors vänort, och blev på det sättet även Leppävirtas vänort.
- Orissaare kommun, Estland, sedan 1996. Orissaare och Leppävirta hade dock haft samarbete redan flera år tidigare.
- Schwerte, Tyskland, sedan 1992. De första kontakterna knöts dock redan i mitten av 1980-talet.
- Storfors kommun, Sverige Storfors blev Sorsakoskis vänort efter krigen. Senare har samarbetet utvidgats att gälla hela Leppävirta. P.g.a. kommunsammanslagningar i Sverige har Storfors även Kerimäki som vänort.

## Ekonomi och infrastruktur

### Näringsliv
Merparten av de anställda arbetar inom servicesektorn och inom tillverkande industri, en mindre del i skogs- och jordbruk. Största arbetsgivare är Leppävirta kommun, Gebwell AB, Iittala (Hackman) AB, Master Tilaelementit AB, Mikenti AB, Parmarine AB, Spa Hotel Vesileppis, YIT Industria AB, GST Group AB, Ukonhattu ry och Metalliset AB.

## Befolkning

### Befolkningsutveckling
| Befolkningsutvecklingen i Leppävirta kommun 1975–2020                                                        | Befolkningsutvecklingen i Leppävirta kommun 1975–2020 | Befolkningsutvecklingen i Leppävirta kommun 1975–2020 | Befolkningsutvecklingen i Leppävirta kommun 1975–2020 | Befolkningsutvecklingen i Leppävirta kommun 1975–2020 |
| --- | ----------------------------------------------------- | ----------------------------------------------------- | ----------------------------------------------------- | ----------------------------------------------------- |
| |                                                       |                                                       |                                                       |                                                       |
| År |                                                       |                                                       | Folkmängd                                             |                                                       |
| 1975 | 1975                                                  |                                                       | 12 055                                                |                                                       |
| 1980 | 1980                                                  |                                                       | 11 560                                                |                                                       |
| 1985 | 1985                                                  |                                                       | 11 545                                                |                                                       |
| 1990 | 1990                                                  |                                                       | 11 670                                                |                                                       |
| 1995 | 1995                                                  |                                                       | 11 592                                                |                                                       |
| 2000 | 2000                                                  |                                                       | 11 085                                                |                                                       |
| 2005 | 2005                                                  |                                                       | 10 967                                                |                                                       |
| 2010 | 2010                                                  |                                                       | 10 556                                                |                                                       |
| 2015 | 2015                                                  |                                                       | 9 953                                                 |                                                       |
| 2020 | 2020                                                  |                                                       | 9 402                                                 |                                                       |
| Anm: Uppgifterna avser förhållandena den 31 december nämnda år enligt områdesindelningen den 1 januari 2022. |                                                       |                                                       |                                                       |                                                       |

### Samhällen
4560 bor i centralorten, 1020 i Sorsakoski, 560 i Timola, 550 i Paukarlahti och 320 i Oravikoski.

## Kultur

### Sevärdheter
- Stenkyrkan från 1846 efter ritningar av C.L. Engel
- Unnukka turistcentrum med fabriksförsäljning av Iittala och Kermansavi.
- Kymppi skidanläggning.
- Vesileppis vattenpark.
- Leppävirta hembygdsmuseum.